# Jan Pinkava

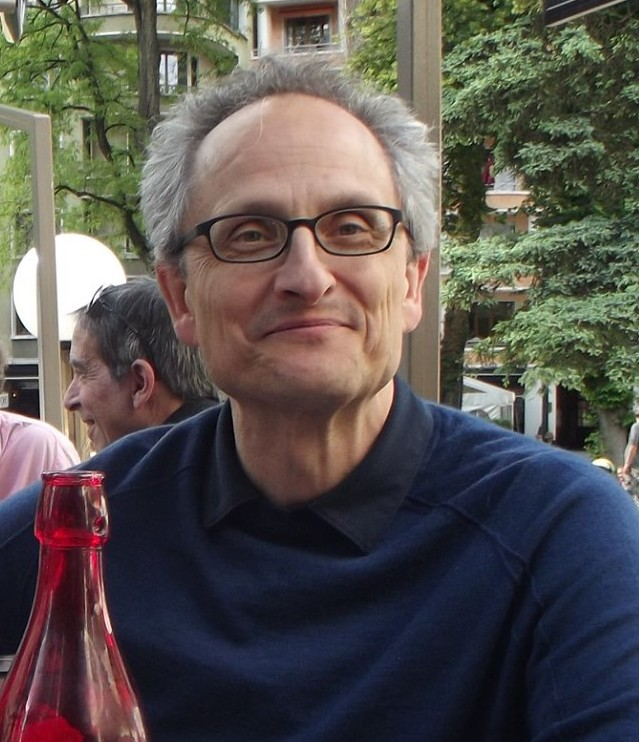
Jan Pinkava im Jahr 2019

Jan Jaroslav Pinkava (* 21. Juni 1963 in Prag) ist ein britisch-tschechischer Animator, Regisseur und Drehbuchautor. Sein animierter Kurzfilm Geri’s Game (1997) und der von ihm mitentwickelte Animationsfilm Ratatouille (2007) gewannen jeweils einen Oscar.

## Leben
Pinkava wurde 1963 als drittes von vier Kindern in Prag geboren. Sein Vater war der Schriftsteller Václav Pinkava, der unter dem Pseudonym Jan Křesadlo bekannt wurde. Nach dem Einmarsch des Warschauer Paktes 1968 emigrierte die Familie aus der Tschechoslowakei nach England. Pinkava ging von 1974 bis 1982 in Colchester zur Schule. Er interessierte sich früh für Musik, Theater und Bildhauerei, so ist eine seiner Skulpturen an der Bibliothek der University of Essex ausgestellt. Nachdem er Weihnachten 1975 seine erste Videokamera bekam, experimentierte er mit verschiedenen Film- und Animationstechniken. Er gewann schon bald erste Preise in Filmwettbewerben, so etwa 1980 mit dem animierten Kurzfilm The Rainbow den Young Film-Maker's Competition of the Year Award in der BBC-Serie Screen Test, einer Quizshow für Kinder. 2001 wurde sein Film noch einmal in der Sendung 100 Greatest Kids' TV shows als professionellster Beitrag in der 15-jährigen Geschichte von Screen Test gewürdigt. In dem Film Der Sohn von Rambow aus dem Jahr 2007 wird Pinkavas Kurzfilm ebenfalls gezeigt.
Pinkava studierte Informatik an der Aberystwyth University in Wales und schloss sein Studium mit der Promotion ab. Danach arbeitete er zunächst im Bereich der Computeranimation in einer Londoner Firma, die sich auf TV-Werbefilme spezialisiert hatte.
1993 zog Pinkava in die USA und begann, in den Pixar Animation Studios zu arbeiten. 1994 gewann er den Clio Award für seinen ersten Werbespot für die Marke Listerine. Bei dem Kurzfilm Geri’s Game aus dem Jahr 1997 schrieb Pinkava das Drehbuch und führte die Regie. Der Film gewann 1998 einen Oscar in der Kategorie Bester animierter Kurzfilm.
Während des Ottawa International Animation Festival 1998 entstand innerhalb von nur zwei Tagen der Film 67 Aluminium Plates, bei dem Pinkava ebenfalls Regie führte. In den nächsten Jahren arbeitete er als Animator an verschiedenen Pixar-Filmen wie Das große Krabbeln, Toy Story 2 und Die Monster AG mit.
2000 begann er als Regisseur mit der Arbeit an Ratatouille. 2005 wurde er durch Brad Bird, dem Regisseur des erfolgreichen Animationsfilms Die Unglaublichen – The Incredibles ersetzt. Zu diesem Zeitpunkt hatte Pinkava bereits die Kerngeschichte, sowie die Charaktere und die Sets entwickelt, daher wird er im fertigen Film als Co-Regisseur und als Autor der Originalgeschichte genannt. Pinkava verließ kurz darauf Pixar; in Interviews wollte er sich nicht über die Gründe für die Ablösung äußern. Der Film Ratatouille, der schließlich 2007 erschien, gewann einen Oscar, den Golden Globe Award, den LAFCA-Award, den BFCA-Award und den Annie Award in der Kategorie Bester Animationsfilm. Dazu kamen vier weitere Oscar-Nominierungen, darunter auch die Nominierung Pinkavas gemeinsam mit Brad Bird und Jim Capobianco in der Kategorie Bestes Originaldrehbuch.
Daraufhin arbeitete er von 2008 bis 2011 bei Animationsstudio Laika Inc. Später gründete er unter Google die Abteilung Google Spotlight Stories und war darin als Creative Director von 2014 bis 2019 tätig.
Seit Juni 2023 ist Jan Pinkava der Leiter des Animationsinstituts der Filmakademie Baden-Württemberg.

## Filmografie
- 1997: Geri’s Game (Regie, Drehbuch, Animation)
- 1998: 67 Aluminium Plates (Regie)
- 1998: Das große Krabbeln (Animation)
- 1999: Toy Story 2 (Animation)
- 2001: Die Monster AG (Storyboard)
- 2007: Ratatouille (Co-Regie, Drehbuch)